# Homo gautengensis
Homo gautengensis és una espècie d'hominini que ha estat proposada per l'antropòleg Darren Curnoe l'any 2010. Aquesta espècie es compon de fòssils d'hominís sud-africans anteriorment atribuïts a les espècies Homo habilis, Homo ergaster o, en alguns casos a Australopithecus i, segons Curnoe, seria de les primeres espècies del gènere Homo.

## Descobriment i anàlisi
Es va analitzar el maig de 2010 una part de crani que s'havia trobat dècades abans a Sud-àfrica a les coves anomenades de Sterkfontein de la localitat de Gauteng, prop de Johannesburg. Es va identificar l'espècie com a Homo gautengensis pel Dr. Darren Curnoe. Lee Berger i col·laboradors el consideren, però, com un tàxon invàlid per conflicte amb l'espècie Australopithecus sediba.

## Descripció
Segons Curnoe, Homo gautengensis tenia dents grosses capaces de mastegar plantes. Tenia el cervell relativament petit. Sembla que usava eines de pedra i fins i tot feia foc.
Curnoe creu que H. gautengensis només feia 1 metre d'alt i pesava uns 50 kg. Era bípede, però segurament passava molt de temps dalt dels arbres.
Segurament no tenia capacitat lingüística i no és necessàriament un antecessor directe de l'Homo sapiens.